# 藤井達敬
藤井 達敬（ふじい さとよし、1939年 - ）は、日本の会計学者。南山大学名誉教授。

## 略歴
1962年慶應義塾大学商学部卒業。1964年同大学大学院商学研究科修士課程修了。1967年同博士課程単位取得満期退学。
1966年南山大学経済学部助手。1968年経営学部設置に伴い、経営学部に移籍。1985年教授。
大学評議会評議員、経営学部長、経営学研究科長などを務めた。2004年退任、同名誉教授。

## 著書

### 共編著
- 『会計学の基礎』（第三出版, 1988年）
- 『会計学の基礎知識』（東京経済情報出版, 1991年）
- 『会計学の論理』（東京経済情報出版, 2000年）